# Tylopsis coi
Tylopsis coi är en insektsart som beskrevs av Jannone 1936. Tylopsis coi ingår i släktet Tylopsis och familjen vårtbitare. Inga underarter finns listade i Catalogue of Life.